# شهرستان اولوگ-خمسکی
شهرستان اولوگ-خمسکی (به لاتین: Ulug-Khemsky District) یک شهرستان در روسیه است که در تووا واقع شده‌است.